# Yoshinobu Miyake
Yoshinobu Miyake (三宅 義信?, Miyake Yoshinobu; Murata, 24 novembre 1939) è un ex sollevatore giapponese.
Ha conquistato tre medaglie olimpiche in quattro partecipazioni (1960, 1964, 1968 e 1972).
Ha stabilito, nel corso della sua carriera, un totale di 23 record del mondo, suddivisi nelle categorie dei pesi gallo e dei pesi piuma, di cui 10 nello strappo, 1 nello slancio, 1 nel totale su due prove, 11 nel totale su tre prove.
Nel 1993 è stato inserito nella Hall of Fame della Federazione Internazionale di Sollevamento Pesi (IWF).